# Antignano
Antignano ist eine Gemeinde in der italienischen Provinz Asti (AT) der Region Piemont.

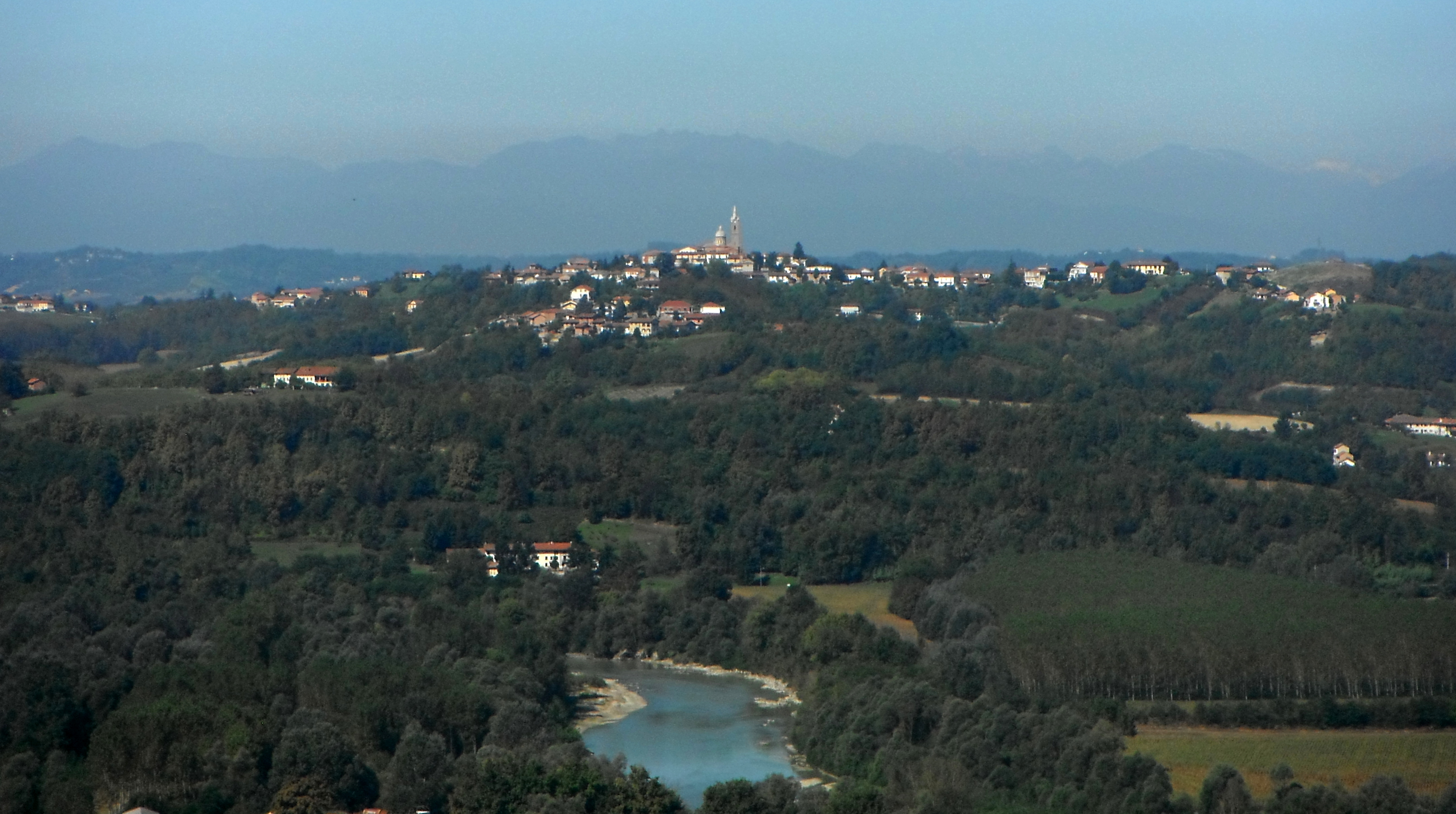
Blick auf Antignano

## Lage und Einwohner
Antignano liegt 12 km südwestlich von der Provinzhauptstadt Asti entfernt. Das Gemeindegebiet umfasst eine Fläche von 10 km² und hat 955 (Stand 31. Dezember 2023) Einwohner.

## Kulinarische Spezialitäten
In Antignano werden Reben der Sorte Barbera für den Barbera d’Asti, einen Rotwein mit DOCG Status angebaut.